# 伊朗內政部
伊朗內政部（波斯语：وزارت کشور ایران）負責伊朗国内選舉的進行、監察及匯報，並握有警權。内政部最早由伊朗王国巴列维王朝时期，于1900年在首都德黑兰建立。

## 外部連結
- 官方网站

35°43′10.06″N 51°24′11.48″E / 35.7194611°N 51.4031889°E